# São Miguel Paulista
São Miguel Paulista (comumente chamado apenas de São Miguel) é um distrito da zona leste do município de São Paulo, no estado de São Paulo, no Brasil.
Teve, como núcleo inicial, a chamada Capela dos Índios, uma igreja construída no século XVI para o aldeamento de indígenas da região. A capela está localizada na Praça Padre Aleixo Monteiro Mafra, também conhecida como Praça do Forró. Ela é a única construção no município de São Paulo que, depois da reforma que sofreu no século XVII, conserva-se totalmente original, com paredes em taipa de pilão.
Foi, durante muitos anos, chamado "distrito da Penha de França", ganhando autonomia administrativa no fim do período imperial. Fez parte da constituição do distrito, a existência da estrada que ligava o Rio de Janeiro a São Paulo e que passava por dentro da antiga Aldeia de São Miguel. Hoje, a estrada transformou-se nas Avenidas Marechal Tito e São Miguel.
Servido pela Linha 12-Safira do Trem Metropolitano de São Paulo, a antiga Variante da Estrada de Ferro Central do Brasil, que foi inaugurada na década de 1930, e pelo Terminal São Miguel, o distrito permaneceu estagnado durante mais de um século. Hoje, tornou-se um importante centro comercial e populacional regional.
Teve, como um dos principais fatores de desenvolvimento, as atividades da Companhia Nitro Química Brasileira, do Grupo Votorantim, desde 1937, que gerou uma grande migração para São Miguel, principalmente de nordestinos. A indústria foi uma resposta do empresário José Ermírio de Moraes à liderança das Indústrias Matarazzo na produção do raion, a seda sintética. Hoje, a indústria trabalha com outros produtos, ainda na área química.
São Miguel conta com uma rede de serviços públicos e privados considerável, com escolas, hospitais, comércio e indústrias variadas.
O distrito já foi o mais violento de São Paulo ao lado do Itaim Paulista em uma pesquisa feita pela ONU em 1998 e publicada pela Folha de São Paulo. Hoje não ocupa mais esse título.
Bairros de São Miguel Paulista: Jardim Nair; Jardim Lapena; São Miguel Paulista (bairro); Vila Nova Itaquera de Baixo; Cidade Nitro Operária; Vila Siqueira; Vila Pedroso; Vila Americana; Vila Doutor Eiras; Parque Sônia; Vila São Silvestre; Vila Jacuí, Vila Giordano; Cidade São Miguel; Vila Sinhá; Vila Rosária; Vila Vessoni; Vila Aparecida; Vila Olho D’Água; Cidade Nova São Miguel; Jardim São Sebastião; Vila Xavantes; União de Vila Nova; Jardim Ipanema; Jardim Lucinda; Vila Raquel; Vila Progresso; Jardim Beatriz; Vila Danúbio Azul; Jardim Ubirajara.
É classificado pelo CRECI como "Zona de Valor E", assim como outros distritos da capital: Campo Limpo, Brasilândia e Itaim Paulista.

## História
No século XVI, a região do atual município era ocupada pela aldeia tupiniquim Ururaí, comandada por Piquerobi e Jaguaranho.

O Aldeamento de São Miguel foi um dos diversos aldeamentos jesuítas estabelecidos na região de São Paulo de Piratininga. Junto com a vila de Pinheiros, o aldeamento foi um dos únicos núcleos populacionais de origem portuguesa independentes que conseguiram prosperar na região.

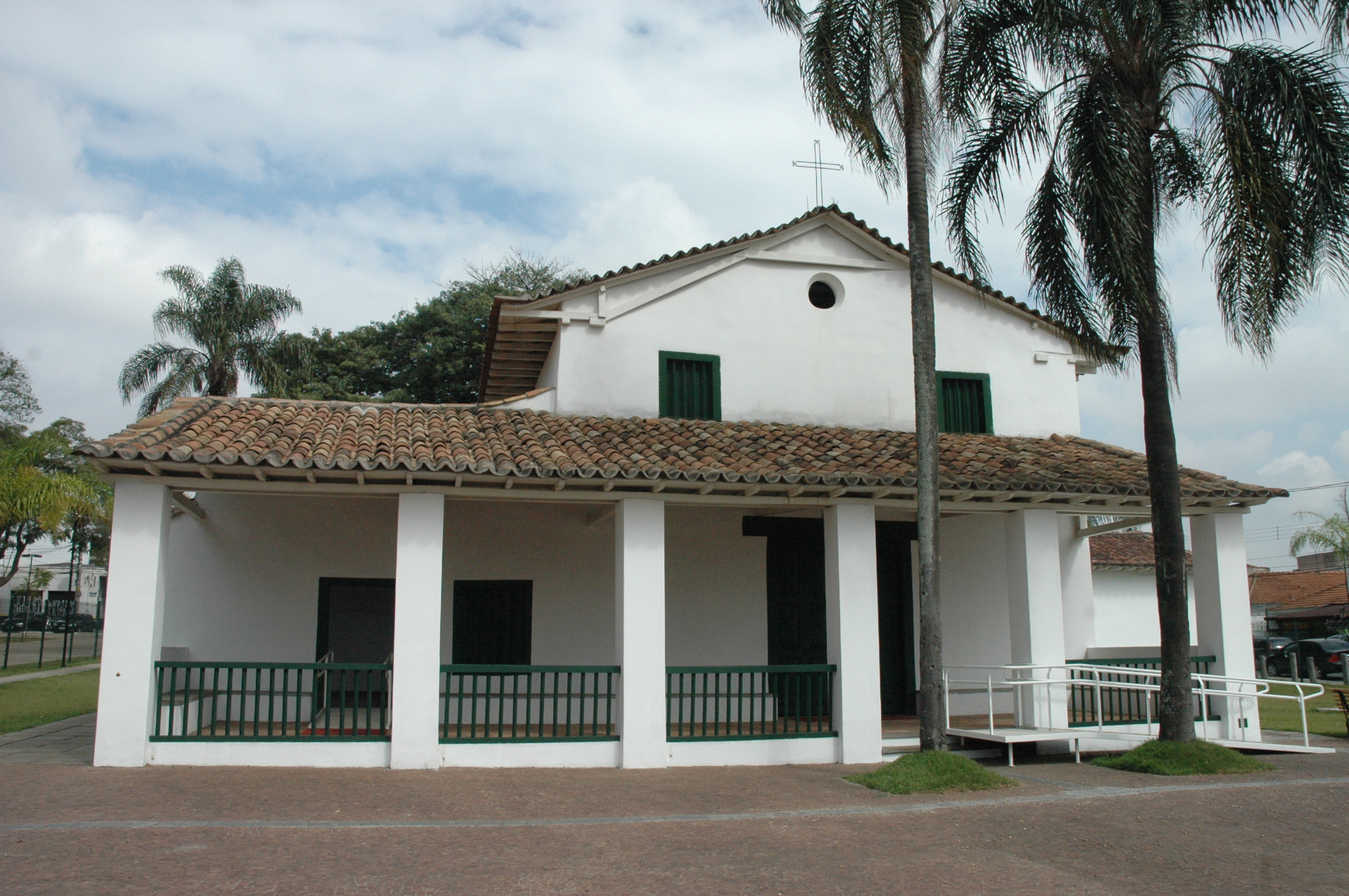
Capela de São Miguel Arcanjo, construída em 1622.

A data de fundação de São Miguel é incerta e controversa. A teoria que aponta a data mais antiga informa o ano de 1560, quando da visita de José de Anchieta aos índios guaianases, que haviam fugido da Vila de São Paulo de Piratininga quando esta sofreu a chegada de índios vindos da extinta Vila de Santo André da Borda do Campo. A dispersão daqueles índios ocorreu em direções diversas, mas São Miguel mereceu atenção maior por estar num local estratégico, ponto de defesa da Vila de São Paulo contra a invasão de tamoios vindos do litoral norte paulista. São Miguel, então chamada aldeia de Ururaí, foi doada aos índios através de carta de sesmaria datada de 12 de outubro de 1580. Nesta aldeia, foi construída uma Capela pelos jesuítas e índios, chamada de Capela de São Miguel Arcanjo. No século XVII, São Miguel perde importância estratégica com a saída maciça de índios, levados pelos portugueses nas entradas promovidas pelo sertão.
A Provisão Régia de 21 de junho de 1779 elevou a aldeia a Distrito de São Miguel, como é conhecido até hoje. A carta de sesmaria passou a ser desrespeitada, abrindo espaços para a lavoura e o crescimento local. Em 26 de abril de 1865, foram criadas duas classes do ensino das primeiras letras (curso primário). Uma para os meninos e outra para as meninas. Em 16 de junho de 1891, criou-se o primeiro ofício do registro civil (cartório de paz). Até o século XIX, quando se fala em São Miguel, compreende-se o espaço geográfico que inclui os locais que, hoje, correspondem aos bairros de Itaim Paulista, Ermelino Matarazzo, Itaquera, Guaianases, Pimentas e, nos primórdios, até mesmo parte do município de Mogi das Cruzes. Em 1903, a região já contava com 108 casas e 2 299 habitantes.

## Evolução
Durante muito tempo, a principal atividade econômica do município foi a indústria da cerâmica. A partir de 1913, o distrito passou a evoluir também comercialmente. O primeiro comerciante do distrito foi Manuel Ferreira Guimarães. Em 1920, um corretor coloca em seu loteamento (atual Parque Paulistano), um ônibus com três viagens diárias, facilitando o acesso para os compradores de seus terrenos. Neste mesmo ano, começaram a se dirigir para São Paulo grande número de nordestinos, principalmente baianos e pernambucanos, que se instalaram especialmente em São Miguel.
Em 1950, foram fundados a Maçonaria, o Rotary e o Lions Club. Seus fundadores e principais associados são ainda hoje comerciantes estabelecidos na região. O primeiro ginásio noturno estadual, inaugurou-se em 1953 no Carlos Gomes, já instalado como Grupo Escolar desde 1938.

A primeira estrada do distrito, São Paulo-Jacareí, foi construída precariamente em 1924, devido a uma falta de recursos. Em 1930, inaugurou-se a linha de ônibus Penha-São Miguel, da empresa Auto Ônibus Penha-São Miguel. Em 1932 foi inaugurada a linha variante da Estrada de Ferro Central do Brasil e no mesmo ano a estação de São Miguel. A fase industrial iniciou-se em 1935, quando o Sr. Antônio Fuga e seus filhos deram início à construção da Companhia Nitro Química Brasileira.

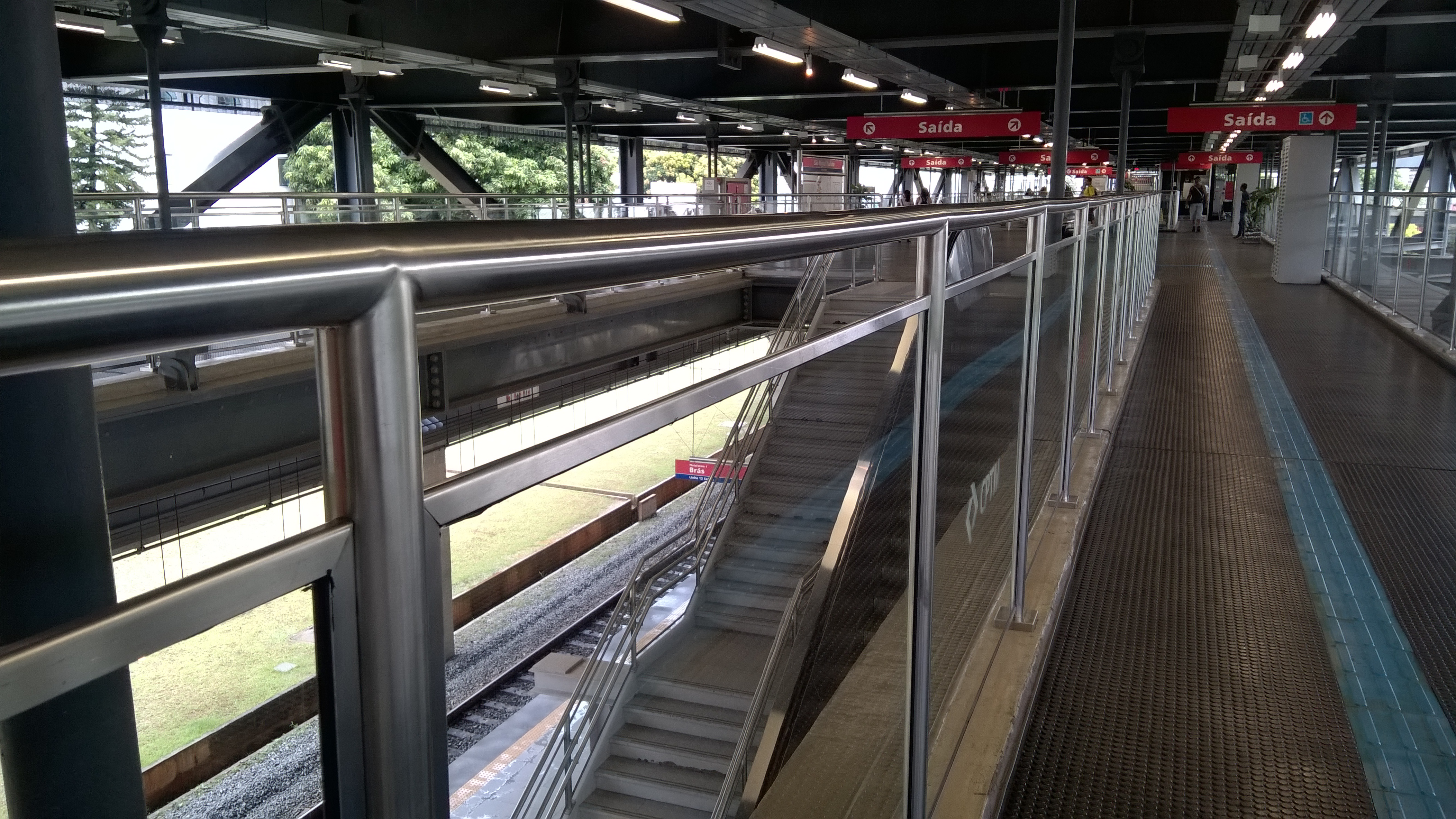
A Estação São Miguel Paulista, na região central do distrito

A primeira estrada de concreto do Brasil surgia em São Miguel, no ano de 1939, assim como a energia elétrica e a inauguração da Companhia Nitro Química Brasileira. Em 1941, é instalada em Ermelino Matarazzo, a Celosul, fábrica de papel de propriedade do Grupo Matarazzo. Nessa época, Ermelino Matarazzo fazia parte de São Miguel. A Companhia Nitro Química cresceu rapidamente e em 1948 já empregava quatro mil operários. São Miguel começava a expandir em direção à localidade.
Atualmente, a área territorial do distrito representa a porção remanescente da sesmaria concedida em 1580 aos índios cristãos de Ururaí. Itaquera e Lajeado (atual Guaianases), desmembraram-se de São Miguel, constituindo distritos autônomos, criados respectivamente em 1920 e 1929. Em 1959, desmembrou-se Ermelino Matarazzo, reservando-se a São Miguel a área mais ligada à capela.
A denominação do distrito sofreu sucessivas alterações. A mais antiga referência nominal à região é Ururaí. Com a formação da aldeia cristã, surgiu São Miguel de Ururaí. Em 1944, esta denominação foi substituída por Baquirivu, mas em 1948, após protesto dos moradores, reapareceu com o nome de São Miguel Paulista. Em 1992 o nome perdeu o 'Paulista'. A partir de então, houve uma rápida ascensão do distrito, gerando diversos problemas, uma vez que os novos moradores, mão de obra desqualificada, distribuíram-se pelos mais distantes locais onde houvesse possibilidade de aproveitamento, criando dificuldades para o transporte urbano até o centro da localidade. Com o grande fluxo de novos moradores de baixa renda, construindo suas moradias em lotes apertados e sem infraestrutura, passaram a viver de forma precária.
Por volta de 1950, quase tudo estava para reformar ou refazer no distrito. Foi quando os problemas locais sensibilizaram a administração pública. O Governo do Estado ativou o setor educacional, multiplicando as escolas primárias e estabelecimentos de ensino secundário como por exemplo o Conjunto Educacional D. Pedro I do arquiteto Roberto Tibau. A descentralização administrativa muito ajudou na solução dos problemas sociais e urbanísticos de São Miguel, passando a levar à região os melhoramentos tão esperados, que vão desde a reforma de nomenclatura de vias públicas até a integração do distrito no grande sistema viário da capital, entre vários outros benefícios à população.
Em 1956, a antiga Companhia Telefônica Brasileira (CTB) iniciou a operação de 200 telefones manuais. Estes foram substituídos em 1970 por 600 terminais automáticos, além de vinte telefones públicos, ligados à nova central telefônica que operava com o milhar '0' do prefixo 297. Alguns 'cortes de área' ocorreram a partir de 1980, com a criação de novos centros telefônicos no Itaim Paulista e no Jardim Helena. Atualmente, a central telefônica de São Miguel opera aproximadamente cem mil terminais.
Inaugurado em 1967, o Mercado Municipal de São Miguel Paulista foi responsável pela expansão da parte comercial da região. Ele conta com três pavilhões que oferecem frutas, verduras, temperos, produtos orientais e comidas típicas.
Em 2018, São Miguel recebeu uma moderna unidade do Senac. Com mais de 26 mil metros quadrados, o Senac São Miguel é a maior unidade do Senac no Estado; espaço que vai oferecer 80% de sua oferta de cursos para vagas gratuitas. A inauguração contou com a presença do então prefeito João Dória e do gerente regional do Senac Luiz Francisco Salgado.
O distrito também irá abrigar uma unidade do SESC. Com previsão de entrega para 2028, ela será a maior do estado de São Paulo, e terá uma área de 45 mil metros quadrados, equivalente a seis campos de futebol. Também irá contar com um ginásio de eventos para 1000 pessoas, comedoria, teatro com 414 lugares, sala de espetáculos para 145 visitantes, biblioteca, parque aquático, espaços infantis e área de exposições, além de equipamentos educativos e para práticas de esportes.

## Demografia
O instituto Datafolha realizou uma pesquisa em agosto de 2008 para traçar o perfil dos habitantes de São Miguel. De acordo com a pesquisa, 50% dos habitantes são homens, e os outros 50% são mulheres. 85% dos habitantes se declaram brancos, 15% são pardos e negros.
Em relação ao nível de escolaridade, 40% possuem ensino fundamental completo, contra 46% que possuem ensino médio e 14% que possuem ensino superior. A grande maioria da população (57%) é pertencente à classe C, seguida pela classes B (32%), D (9%), A (1%) e E (1%). 52% são católicos, 22% são evangélicos e 12% não possuem religião. O PT e o PSDB são os partidos políticos preferido pelo total de 25% dos moradores.
Evolução demográfica do distrito de São Miguel Paulista

## Religião
No campo religioso, São Miguel possui uma diocese, dirigida por Dom Algacir Munhak, diversas igrejas evangélicas e centros espíritas.
Uma importante referência religiosa de São Miguel foi o Padre Aleixo Monteiro Mafra, nascido no município paulista de Guaratinguetá no dia 11 de fevereiro de 1901. Padre Aleixo chegou ao distrito para tomar posse de sua paróquia (velha capela), no dia 2 de março de 1941.
A praça que, hoje, leva seu nome em uma justa homenagem, chamava-se Praça Campos Sales. A Igreja Matriz de São Miguel era ainda a velha capela construída em 1622 e mal comportava duzentas pessoas. Padre Aleixo era obrigado a rezar várias missas dominicais para que todos os fiéis pudessem assistir. Quando Padre Aleixo assumiu a paróquia, o distrito possuía cerca de oito mil habitantes; dez anos depois, já eram quase quarenta mil, razão pela qual, a Arquidiocese de São Paulo achou necessária a construção de uma nova Igreja Matriz, em conjunto com Padre Aleixo.
No dia 13 de janeiro de 1952, finalmente foi assentada a pedra fundamental da nova Igreja Matriz, com a presença de personalidades civis e eclesiásticas. No dia 29 de março de 1964, Padre Aleixo foi afastado da Paróquia de São Miguel pela Cúria Diocesana, após 23 anos de serviços prestados. Seu afastamento não foi devidamente esclarecido, tendo causas contraditórias.
Em 22 de agosto de 1965, é inaugurada a nova Igreja Matriz. Dessa forma a velha capela, que estava ligada ao antigo tempo colonial, cede lugar à nova Matriz, tornando-se apenas um patrimônio histórico e artístico na Praça Padre Aleixo Monteiro Mafra.
Com a perda da paróquia onde havia trabalhado com afinco durante tantos anos, Padre Aleixo sofreu um abalo de saúde e de saudade e no dia de seu 66º aniversário, 11 de fevereiro de 1967, vem a falecer. Em sua homenagem o distrito tem uma de suas principais praças com seu nome, que por causa da grande migração nordestina acabou tendo o apelido de "Praça do Forró", pelo qual é mais conhecida.

## Comércio
O distrito conta com mais de 200 lojas de departamento, atualmente é o terceiro maior centro de compras de São Paulo. Dentre as suas principais ruas comerciais, destacam-se: Rua Serra Dourada, Rua Arlindo Colaço, Rua Miguel Ângelo Lapenna e a Avenida Marechal Tito.

## Festividades de aniversário do distrito
A população de São Miguel comemora o aniversário do distrito sempre no mês de setembro, e o evento festivo conta com diversas atrações culturais. Em 2016 foi comemorado o aniversário de 394 anos do distrito, com a criação de um mural que conta a história dos imigrantes, desde nordestinos aos povos árabes e nipônicos.

## Distritos e municípios limítrofes
- Guarulhos (Norte)
- Jardim Helena (Nordeste)
- Vila Curuçá (Leste)
- Lajeado (Sudeste)
- Itaquera (Sul)
- Vila Jacuí (Oeste)